# Rausch (Album)
Rausch ist das achte Studioalbum von Helene Fischer. Es erschien am 15. Oktober 2021 über die Label Island und Polydor.

## Titelliste
| Nr. | Titel                            | Länge |
| --- | -------------------------------- | ----- |
| 1.  | Volle Kraft voraus               | 3:24  |
| 2.  | Wenn alles durchdreht            | 3:48  |
| 3.  | Vamos a marte (feat. Luis Fonsi) | 3:25  |
| 4.  | Null auf 100                     | 3:58  |
| 5.  | Engel ohne Flügel                | 3:20  |
| 6.  | Danke für dich                   | 3:15  |
| 7.  | Wunden                           | 3:14  |
| 8.  | Wann wachen wir auf              | 3:19  |
| 9.  | Spiele                           | 2:42  |
| 10. | Liebe ist ein Tanz               | 3:26  |
| 11. | Hand in Hand                     | 4:10  |
| 12. | Zuhaus                           | 3:16  |

| Nr. | Titel                  | Länge |
| --- | ---------------------- | ----- |
| 1.  | Rausch                 | 3:31  |
| 2.  | Blitz                  | 2:41  |
| 3.  | Genau dieses Gefühl    | 3:21  |
| 4.  | Die Erste deiner Art   | 3:31  |
| 5.  | Bis du wieder scheinst | 3:40  |
| 6.  | Wir werden eins        | 3:18  |
| 7.  | Glückwärts             | 3:42  |
| 8.  | Alles von mir          | 4:06  |
| 9.  | Jetzt oder nie         | 3:32  |
| 10. | Zeit                   | 3:27  |
| 11. | Luftballon             | 4:18  |
| 12. | Nichts auf der Welt    | 3:18  |

## Kommerzieller Erfolg

### Chartplatzierungen
Rausch avancierte zum Nummer-eins-Erfolg in Deutschland, Österreich und der Schweiz. In Deutschland ist es Fischers achtes Nummer-eins-Album sowie das sechste in Österreich und nach Farbenspiel (2013) und Helene Fischer das dritte in de Schweiz. Es ist zugleich nach Farbenspiel und Helene Fischer das dritte Album von Fischer, dass sich gleichzeitig an de Chartspitze aller D-A-CH-Staaten platzieren konnte.
Darüber hinaus erreichte das Album in Deutschland auch die Chartspitze der deutschsprachigen Albumcharts, die Chartspitze der wöchentlichen Schlagercharts sowie die Chartspitze der monatlichen Schlagercharts. In den monatlichen Schlagercharts ist es für fünf Nummer-eins-Platzierungen der erfolgreichste Dauerbrenner, kein Album konnte sich länger an der Chartspitze dieser Chartliste platzieren.
| ChartsChartplatzierungen | Höchstplatzierung | Wochen |
| ------------------------ | ----------------- | ------ |
| Deutschland (GfK)        | 1 (135 Wo.)       | 135    |
| Österreich (Ö3)          | 1 (102 Wo.)       | 102    |
| Schweiz (IFPI)           | 1 (45 Wo.)        | 45     |

| ChartsJahrescharts (2021) | Platzierung |
| ------------------------- | ----------- |
| Deutschland (GfK)         | 2           |
| Österreich (Ö3)           | 3           |
| Schweiz (IFPI)            | 3           |

| ChartsJahrescharts (2022) | Platzierung |
| ------------------------- | ----------- |
| Deutschland (GfK)         | 2           |
| Österreich (Ö3)           | 5           |
| Schweiz (IFPI)            | 33          |

| ChartsJahrescharts (2023) | Platzierung |
| ------------------------- | ----------- |
| Deutschland (GfK)         | 25          |
| Österreich (Ö3)           | 56          |

| ChartsJahrescharts (2024) | Platzierung |
| ------------------------- | ----------- |
| Deutschland (GfK)         | 31          |
| Österreich (Ö3)           | 72          |

### Auszeichnungen für Musikverkäufe
| Land/Region        | Auszeichnungen für Musikverkäufe (Land/Region, Auszeichnung, Verkäufe) | Verkäufe |
| ------------------ | ---------------------------------------------------------------------- | -------- |
| Deutschland (BVMI) | 2× Platin                                                              | 400.000  |
| Österreich (IFPI)  | Platin                                                                 | 15.000   |
| Schweiz (IFPI)     | Gold                                                                   | 10.000   |
| Insgesamt          | 1× Gold · 3× Platin ·                                                  | 425.000  |